# Меновазин
Меновазин — комбинированное местнообезболивающее лекарственное средство.
Ментол при нанесении на кожу и слизистые оболочки раздражает нервные окончания, вызывает расширение поверхностных сосудов кожи, вызывая ощущение прохлады, сопровождающееся анальгетическим эффектом. Тем самым он усиливает обезболивающее действие бензокаина и прокаина, а также облегчает зуд.

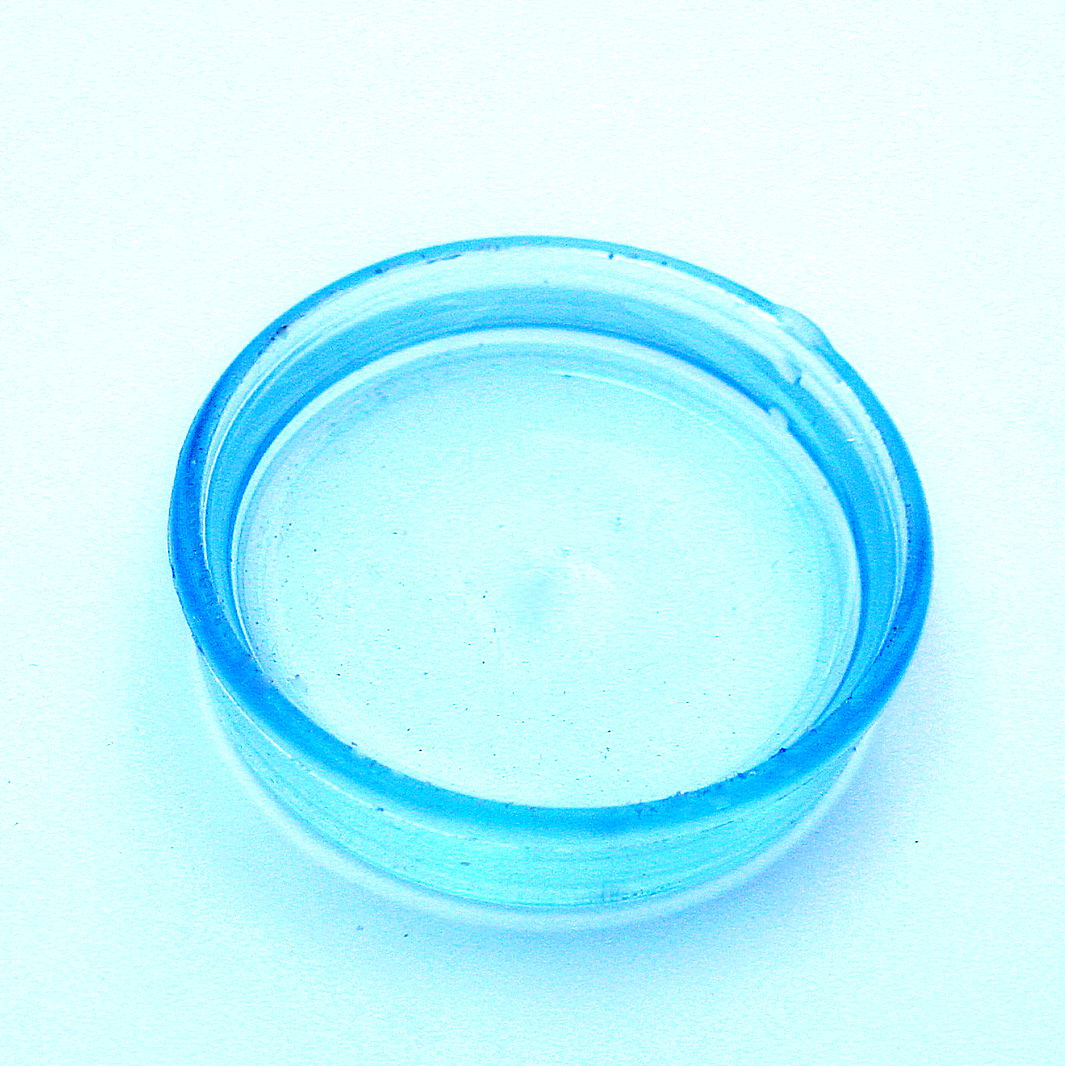
Меновазин

Назначают при невралгиях, миалгиях, артралгиях и дерматозах, сопровождающихся зудом. Препарат наносят на кожу, либо растирают участки кожи над больным местом 2—3 раза в день. Курс лечения продолжается в зависимости от лечебного эффекта, но не более 3—4 недель. При необходимости курс можно повторить.
Противопоказания: гиперчувствительность к компонентам препарата (обычно к новокаину).
Побочные действия: при длительном применении меновазина могут наблюдаться головокружение, покалывание, общая слабость, понижение артериального давления.

## Состав
- Ментола — 2,5 г.
- Новокаина — 1 г.
- Бензокаина — 1 г.
- Спирта этилового 70 % — до 100 мл.

## Аналоги меновазина
- камфорное масло для наружного применения;
- камфорный спирт (2 % камфоры, 10%-ное содержание спирта);
- камфорная мазь (10 %).